# Championnat de France féminin de football de deuxième division 2016-2017
Navigation
Édition précédente Édition suivante
La Division 2 2016-2017  est la 29e édition du championnat de France féminin de football de seconde division.
Le deuxième niveau du championnat féminin oppose vingt-quatre clubs français répartis en deux groupes de douze clubs, en une série de vingt-deux rencontres jouées durant la saison de football.
Les premières places de chaque groupe permettent de monter en Division 1 lors de la saison suivante alors que les trois dernières places de chaque groupe sont synonyme de relégation en division d'honneur.
Lors de l'exercice précédent, l'ESOFV La Roche-sur-Yon, le FF Nîmes Métropole Gard et la VGA Saint-Maur ont été relégués après avoir fini aux trois dernières places de première division. Le Stade brestois, l'US Boulogne CO, le Caen AG,  le Clermont Foot, le Metz ESAP et le SC Toulon ont, quant à eux, gagné le droit d'évoluer dans ce championnat après avoir remporté les barrages de la Phase d'Accession Nationale.
La compétition est remportée par le Lille OSC qui est promu en compagnie du FCF Val d'Orge. Dans le bas du classement,  l'US Boulogne CO, de l'AG Caennaise, du Puy Foot et du SC Toulon sont directement relégués en division d'honneur. Le FC Lorient et le Clermont Foot participent aux Phases d'Accession Nationale, où le premier obtient son maintien contrairement au second, relégué en division régionale.

## Participants
Ces tableaux présentent les vingt-quatre équipes qualifiées pour disputer le championnat 2016-2017. On y trouve le nom des clubs, la date de création du club, l'année de la dernière accession à cette division, leur classement de la saison précédente, le nom des stades ainsi que la capacité de ces derniers.
Le championnat comprend deux groupes de douze équipes.
Légende des couleurs
- Relégué de Division 1.
- Promu de Division d'Honneur.

| Nom du club       | Date de création | Dernière accession | Classement 2015-2016 | Stade                      | Capacité |
| ----------------- | ---------------- | ------------------ | -------------------- | -------------------------- | -------- |
| VGA Saint-Maur    | 1968             | 2016               | D1                   | Stade Adolphe-Chéron       | 3 500    |
| ESOFV La Roche    | 1978             | 2016               | D1                   | Stade de Saint-André       | 1 800    |
| Arras FCF         | 2001             | 2015               | 2 (Gr A)             | Stade Degouve-Brabant      | 1 500    |
| Stade de Reims    | 1968             | 2015               | 5 (Gr A)             | Stade Louis Blériot        | -        |
| Lille OSC         | -                | 2012               | 6 (Gr A)             | Complexe sportif           | 1 500    |
| US Saint-Malo     | -                | 2014               | 3 (Gr B)             | Stade de Marville          | -        |
| FC Rouen          | 1970             | 2008               | 4 (Gr B)             | Stade de la Ferme          | -        |
| FC Lorient        | -                | 2015               | 5 (Gr B)             | -                          | -        |
| Le Mans FC        | 1983             | 2011               | 6 (Gr B)             | Stade Léon-Bollée (Annexe) | 4 000    |
| Stade brestois 29 | 2012             | 2016               | DH                   | Stade Mathieu Pellen       | -        |
| US Boulogne CO    | -                | 2016               | DH                   | -                          | -        |
| AG Caennaise      | 2008             | 2016               | DH                   | Stade de l'IUT             | -        |

Localisation des clubs engagés dans le groupe A du championnat
| \| VGA Saint-Maur ESOFV La Roche-sur-Yon Lille OSC Arras FCF Stade de Reims Le Mans FC FC Rouen US Saint-Malo FC Lorient Stade brestois US Boulogne CO AG Caennaise \| |
| VGA Saint-Maur ESOFV La Roche-sur-Yon Lille OSC Arras FCF Stade de Reims Le Mans FC FC Rouen US Saint-Malo FC Lorient Stade brestois US Boulogne CO AG Caennaise       |

| Nom du club             | Date de création | Dernière accession | Classement 2015-2016 | Stade                | Capacité |
| ----------------------- | ---------------- | ------------------ | -------------------- | -------------------- | -------- |
| FF Nîmes Métropole Gard | 1995             | 2016               | D1                   | Stade du Mas Praden  | -        |
| FCF Val d'Orge          | -                | 2012               | 3 (Gr A)             | -                    | -        |
| FC Vendenheim           | 1974             | 2013               | 4 (Gr A)             | Stade Waldeck        | 3 000    |
| FF Yzeure               | 1999             | 2014               | 2 (Gr B)             | Stade de Bellevue    | 2 164    |
| Dijon FCO               | 2010             | 2007               | 2 (Gr C)             | Stade des Poussots   | 498      |
| Toulouse FC             | 1980             | 2013               | 3 (Gr C)             | Stade de la Ramée    | 3 000    |
| Grenoble Foot 38        | -                | 2010               | 4 (Gr C)             | Stade Lesdiguières   | -        |
| FC Aurillac-Arpajon     | -                | 2009               | 5 (Gr C)             | Stade du Pont        | -        |
| Le Puy Foot             | -                | 2011               | 6 (Gr C)             | Stade Charles Massot | 4 800    |
| Clermont Foot           | -                | 2016               | DH                   | -                    | -        |
| Metz ESAP               | -                | 2016               | DH                   | -                    | -        |
| SC Toulon               | -                | 2016               | DH                   | -                    | -        |

Localisation des clubs engagés dans le groupe B du championnat
| \| FF Nîmes Métropole Gard FC Vendenheim FCF Val d'Orge FF Yzeure FC Aurillac-Arpajon Le Puy Foot Grenoble Foot 38 Toulouse FC Dijon FCO Clermont Foot Metz ESAP SC Toulon \| |
| FF Nîmes Métropole Gard FC Vendenheim FCF Val d'Orge FF Yzeure FC Aurillac-Arpajon Le Puy Foot Grenoble Foot 38 Toulouse FC Dijon FCO Clermont Foot Metz ESAP SC Toulon       |

## Compétition

### Classement
Le classement est calculé avec le barème de points suivant : une victoire vaut trois points, le match nul un et la défaite aucun.
Critères utilisés pour départager en cas d'égalité au classement :
1. classement aux points des matchs joués entre les clubs ex æquo ;
2. différence entre les buts marqués et les buts concédés par chacun d’eux au cours des matchs qui les ont opposés ;
3. différence entre les buts marqués et les buts concédés sur la totalité des matchs joués dans le championnat ;
4. plus grand nombre de buts marqués sur la totalité des matchs joués dans le championnat ;
5. en cas de nouvelle égalité, une rencontre supplémentaire aura lieu sur terrain neutre avec, éventuellement, l’épreuve des tirs au but.

| Rang | Équipe                   | Pts | J  | G  | N | P  | Bp | Bc | Diff |
| ---- | ------------------------ | --- | -- | -- | - | -- | -- | -- | ---- |
| 1    | Lille OSC                | 53  | 22 | 16 | 5 | 1  | 67 | 9  | +58  |
| 2    | ESOFV La Roche-sur-Yon R | 49  | 22 | 15 | 5 | 2  | 75 | 28 | +47  |
| 3    | Arras FCF                | 44  | 22 | 13 | 5 | 4  | 36 | 14 | +22  |
| 4    | US Saint-Malo            | 39  | 22 | 11 | 6 | 5  | 40 | 24 | +16  |
| 5    | Stade de Reims           | 33  | 22 | 9  | 6 | 7  | 24 | 24 | 0    |
| 6    | VGA Saint-Maur R         | 32  | 22 | 9  | 5 | 8  | 50 | 41 | +9   |
| 7    | Stade brestois 29 P      | 30  | 22 | 8  | 6 | 8  | 21 | 28 | -7   |
| 8    | FC Rouen                 | 29  | 22 | 9  | 2 | 11 | 31 | 37 | -6   |
| 9    | Le Mans FC               | 26  | 22 | 7  | 5 | 10 | 28 | 39 | -11  |
| 10   | FC Lorient               | 18  | 22 | 4  | 6 | 12 | 26 | 35 | -9   |
| 11   | AG Caennaise P           | 13  | 22 | 3  | 4 | 15 | 13 | 50 | -37  |
| 12   | US Boulogne CO P         | 3   | 22 | 0  | 3 | 19 | 8  | 90 | -82  |

|  | Promu en Division 1. |
|  | Qualifié pour la PAN. |
|  | Relégué en Division d'Honneur. |
|  | R Relégué de Division 1 P Promu de Division d'Honneur. Pts points ; G victoires ; N match nuls ; P défaites Bp buts marqués ; Bc buts encaissés ; Diff différence de buts |

| Rang | Équipe                    | Pts  | J  | G  | N | P  | Bp | Bc | Diff |
| ---- | ------------------------- | ---- | -- | -- | - | -- | -- | -- | ---- |
| 1    | FCF Val d'Orge            | 51   | 22 | 16 | 3 | 3  | 66 | 19 | +47  |
| 2    | Dijon FCO                 | 50   | 22 | 15 | 5 | 2  | 51 | 23 | +28  |
| 3    | Grenoble Foot             | 49   | 22 | 15 | 4 | 3  | 52 | 23 | +29  |
| 4    | Toulouse FC               | 44   | 22 | 13 | 5 | 4  | 46 | 19 | +27  |
| 5    | FC Vendenheim             | 34   | 22 | 10 | 4 | 8  | 33 | 29 | +4   |
| 6    | FF Nîmes Métropole Gard R | 27   | 22 | 7  | 6 | 9  | 29 | 40 | -11  |
| 7    | FF Yzeure                 | 25   | 22 | 6  | 7 | 9  | 29 | 31 | -2   |
| 8    | Metz ESAP P               | 22-3 | 22 | 6  | 7 | 9  | 33 | 29 | +4   |
| 9    | FC Aurillac-Arpajon       | 20   | 22 | 5  | 5 | 12 | 20 | 36 | -16  |
| 10   | Clermont Foot P           | 20   | 22 | 5  | 5 | 12 | 22 | 45 | -23  |
| 11   | Le Puy Foot               | 8    | 22 | 1  | 5 | 16 | 9  | 54 | -45  |
| 12   | SC Toulon P               | 5-6  | 22 | 1  | 8 | 13 | 17 | 59 | -42  |

|  | Promu en Division 1. |
|  | Qualifié pour la PAN. |
|  | Relégué en Division d'Honneur. |
|  | R Relégué de Division 1 P Promu de Division d'Honneur. Pts points ; G victoires ; N match nuls ; P défaites Bp buts marqués ; Bc buts encaissés ; Diff différence de buts |

### Résultats
| Résultats (▼dom., ►ext.)                                   | Arr | Bou | Bre | Cae | LRo | LMa  | Lil | Lor | Rei | Rou | S-M | S-M |
| Arras FCF                                                  |     | 3-0 | 0-0 | 2-0 | 1-2 | 2-1  | 0-0 | 1-1 | 1-0 | 2-0 | 1-0 | 2-1 |
| US Boulogne CO                                             | 0-7 |     | 0-1 | 0-1 | 0-8 | 1-6  | 0-7 | 0-4 | 1-1 | 0-1 | 0-7 | 2-4 |
| Stade brestois                                             | 0-1 | 2-1 |     | 1-1 | 2-1 | 0-0  | 1-2 | 1-0 | 0-0 | 2-0 | 1-2 | 0-0 |
| AG Caennaise                                               | 1-4 | 1-1 | 1-2 |     | 0-7 | 1-0  | 0-2 | 1-0 | 1-1 | 1-2 | 0-2 | 1-2 |
| ESOFV La Roche-sur-Yon                                     | 1-3 | 6-1 | 7-1 | 2-0 |     | 10-0 | 2-1 | 4-0 | 3-3 | 2-3 | 1-0 | 4-2 |
| Le Mans FC                                                 | 1-1 | 4-0 | 3-1 | 1-0 | 1-3 |      | 0-0 | 0-0 | 1-0 | 1-5 | 0-2 | 0-1 |
| Lille OSC                                                  | 1-0 | 8-0 | 2-0 | 4-0 | 3-1 | 3-0  |     | 4-0 | 2-0 | 6-0 | 7-0 | 2-0 |
| FC Lorient                                                 | 1-2 | 1-1 | 0-1 | 4-0 | 1-2 | 2-3  | 1-1 |     | 0-1 | 2-1 | 0-2 | 1-1 |
| Stade de Reims                                             | 1-0 | 4-0 | 2-1 | 0-0 | 0-1 | 3-2  | 1-5 | 2-1 |     | 0-3 | 1-0 | 2-0 |
| FC Rouen                                                   | 0-2 | 4-0 | 0-2 | 2-1 | 1-3 | 2-2  | 0-0 | 2-0 | 0-1 |     | 3-0 | 1-3 |
| US Saint-Malo                                              | 0-0 | 5-0 | 3-0 | 2-0 | 3-1 | 2-1  | 1-1 | 2-2 | 0-0 | 3-1 |     | 1-1 |
| VGA Saint-Maur                                             | 3-1 | 5-0 | 2-2 | 9-2 | 2-4 | 0-1  | 2-6 | 3-5 | 2-1 | 4-0 | 3-3 |     |
| - Victoire à domicile - Match nul - Victoire à l'extérieur |     |     |     |     |     |      |     |     |     |     |     |     |

| Résultats (▼dom., ►ext.)                                   | Aur | Cle | Dij | Gre | LPu | Met | Nîm | Tln | Tls | VdO | Ven | Yze |
| FC Aurillac-Arpajon                                        |     | 1-0 | 0-3 | 0-2 | 2-0 | 2-0 | 0-2 | 3-1 | 0-1 | 2-1 | 0-1 | 0-2 |
| Clermont Foot                                              | 2-2 |     | 2-2 | 1-3 | 2-0 | 2-2 | 1-0 | 2-0 | 0-1 | 0-1 | 5-1 | 0-0 |
| Dijon FCO                                                  | 3-2 | 5-1 |     | 1-1 | 2-1 | 1-0 | 3-0 | 3-1 | 2-1 | 0-4 | 1-1 | 2-0 |
| Grenoble Foot                                              | 2-0 | 3-1 | 1-4 |     | 2-0 | 2-1 | 7-1 | 4-1 | 2-0 | 1-1 | 2-0 | 3-0 |
| Le Puy Foot                                                | 1-0 | 1-1 | 0-4 | 2-7 |     | 1-1 | 0-1 | 0-0 | 0-3 | 0-2 | 0-0 | 0-1 |
| Metz ESAP                                                  | 5-1 | 3-0 | 2-3 | 2-0 | 2-1 |     | 1-1 | 5-1 | 1-1 | 1-2 | 1-1 | 1-1 |
| FF Nîmes Métropole Gard                                    | 0-0 | 1-0 | 1-3 | 1-1 | 2-0 | 4-1 |     | 5-0 | 2-1 | 1-6 | 0-1 | 1-1 |
| SC Toulon                                                  | 2-2 | 0-1 | 1-1 | 1-2 | 0-0 | 0-4 | 2-2 |     | 1-1 | 0-8 | 1-0 | 1-1 |
| Toulouse FC                                                | 0-0 | 8-1 | 1-1 | 3-1 | 4-0 | 1-0 | 2-0 | 6-2 |     | 1-1 | 1-0 | 3-0 |
| FCF Val d'Orge                                             | 3-2 | 4-0 | 1-2 | 1-2 | 8-0 | 1-0 | 3-2 | 1-1 | 3-1 |     | 7-2 | 2-0 |
| FC Vendenheim                                              | 4-0 | 3-0 | 2-1 | 1-3 | 3-2 | 0-0 | 5-0 | 4-0 | 1-2 | 1-3 |     | 1-0 |
| FF Yzeure                                                  | 1-1 | 4-0 | 0-4 | 1-1 | 7-0 | 3-0 | 2-2 | 4-1 | 1-4 | 0-3 | 0-1 |     |
| - Victoire à domicile - Match nul - Victoire à l'extérieur |     |     |     |     |     |     |     |     |     |     |     |     |

## Bilan de la saison
| Championnat de France féminin de football de deuxième division 2016-2017 |                       |
| Champion                                                                 | Lille OSC (1er titre) |
| Promotions et relégations                                                |                       |
| Promus en Division 1                                                     | Lille OSC             |
| Promus en Division 1                                                     | FCF Val d'Orge        |
| Relégués en Division 2                                                   | AS Saint-Étienne      |
| Relégués en Division 2                                                   | FC Metz               |

## Statistiques

### Évolution du classement
Leaders du championnat
Évolution des classements
- Promu en Division 1.
- Qualifié pour la PAN.
- Relégué en Division d'Honneur.

| Club                   | 1  | 2  | 3  | 4  | 5  | 6  | 7  | 8  | 9  | 10 | 11 | 12 | 13 | 14 | 15 | 16 | 17 | 18 | 19 | 20 | 21 | 22 |
| ---------------------- | -- | -- | -- | -- | -- | -- | -- | -- | -- | -- | -- | -- | -- | -- | -- | -- | -- | -- | -- | -- | -- | -- |
| VGA Saint-Maur         | 5  | 7  | 5  | 8  | 7  | 4  | 4  | 5  | 7  | 4  | 6  | 5  | 5  | 5  | 5  | 6  | 7  | 7  | 6  | 6  | 5  | 6  |
| ESOFV La Roche-sur-Yon | 9  | 6  | 7  | 5  | 8  | 5  | 6  | 6  | 4  | 3  | 2  | 2  | 2  | 2  | 2  | 2  | 2  | 2  | 2  | 2  | 2  | 2  |
| Arras FCF              | 11 | 8  | 8  | 7  | 6  | 8  | 5  | 4  | 6  | 5  | 3  | 3  | 3  | 3  | 3  | 3  | 3  | 3  | 3  | 3  | 3  | 3  |
| Stade de Reims         | 6  | 9  | 9  | 9  | 9  | 9  | 10 | 10 | 10 | 10 | 10 | 10 | 9  | 9  | 9  | 9  | 8  | 8  | 8  | 7  | 7  | 5  |
| Lille OSC              | 3  | 2  | 1  | 1  | 1  | 1  | 1  | 1  | 1  | 1  | 1  | 1  | 1  | 1  | 1  | 1  | 1  | 1  | 1  | 1  | 1  | 1  |
| US Saint-Malo          | 1  | 4  | 3  | 4  | 5  | 7  | 8  | 7  | 5  | 7  | 7  | 6  | 6  | 7  | 7  | 7  | 5  | 4  | 4  | 4  | 4  | 4  |
| FC Rouen               | 2  | 1  | 4  | 6  | 3  | 3  | 3  | 3  | 2  | 6  | 4  | 4  | 4  | 4  | 4  | 5  | 6  | 6  | 7  | 8  | 8  | 8  |
| FC Lorient             | 7  | 3  | 2  | 2  | 4  | 6  | 7  | 9  | 9  | 9  | 9  | 9  | 10 | 10 | 10 | 10 | 10 | 10 | 10 | 10 | 10 | 10 |
| Le Mans FC             | 12 | 12 | 11 | 12 | 12 | 10 | 9  | 8  | 8  | 8  | 8  | 8  | 8  | 8  | 8  | 8  | 9  | 9  | 9  | 9  | 9  | 9  |
| Stade brestois         | 4  | 5  | 6  | 3  | 2  | 2  | 2  | 2  | 3  | 2  | 5  | 7  | 7  | 6  | 6  | 4  | 4  | 5  | 5  | 5  | 6  | 7  |
| US Boulogne CO         | 8  | 10 | 10 | 10 | 10 | 11 | 11 | 11 | 11 | 11 | 12 | 12 | 12 | 12 | 12 | 12 | 12 | 12 | 12 | 12 | 12 | 12 |
| AG Caennaise           | 10 | 11 | 12 | 11 | 11 | 12 | 12 | 12 | 12 | 12 | 11 | 11 | 11 | 11 | 11 | 11 | 11 | 11 | 11 | 11 | 11 | 11 |

| Club                    | 1  | 2  | 3  | 4  | 5  | 6  | 7  | 8  | 9  | 10 | 11 | 12 | 13 | 14 | 15 | 16 | 17 | 18 | 19 | 20 | 21 | 22 |
| ----------------------- | -- | -- | -- | -- | -- | -- | -- | -- | -- | -- | -- | -- | -- | -- | -- | -- | -- | -- | -- | -- | -- | -- |
| FF Nîmes Métropole Gard | 8  | 8  | 6  | 7  | 7  | 6  | 8  | 6  | 6  | 6  | 6  | 8  | 7  | 8  | 6  | 7  | 8  | 8  | 7  | 7  | 6  | 6  |
| FCF Val d'Orge          | 6  | 3  | 5  | 4  | 3  | 2  | 2  | 2  | 2  | 1  | 1  | 1  | 1  | 1  | 1  | 1  | 1  | 1  | 1  | 1  | 1  | 1  |
| FC Vendenheim           | 4  | 5  | 8  | 6  | 5  | 4  | 5  | 4  | 5  | 4  | 5  | 5  | 5  | 5  | 5  | 5  | 5  | 5  | 5  | 5  | 5  | 5  |
| FF Yzeure               | 2  | 6  | 7  | 8  | 8  | 8  | 7  | 8  | 7  | 7  | 7  | 7  | 6  | 7  | 8  | 8  | 6  | 6  | 6  | 6  | 7  | 8  |
| Dijon FCO               | 5  | 1  | 1  | 1  | 1  | 1  | 1  | 1  | 1  | 2  | 3  | 4  | 4  | 4  | 3  | 3  | 3  | 3  | 2  | 2  | 2  | 2  |
| Toulouse FC             | 7  | 7  | 3  | 3  | 2  | 5  | 3  | 3  | 3  | 5  | 2  | 2  | 2  | 2  | 2  | 2  | 2  | 2  | 4  | 4  | 4  | 4  |
| Grenoble Foot 38        | 3  | 4  | 2  | 2  | 4  | 3  | 4  | 5  | 4  | 3  | 4  | 3  | 3  | 3  | 4  | 4  | 4  | 4  | 3  | 3  | 3  | 3  |
| FC Aurillac-Arpajon     | 11 | 11 | 10 | 11 | 12 | 12 | 12 | 12 | 12 | 10 | 11 | 10 | 10 | 10 | 10 | 11 | 10 | 10 | 10 | 10 | 10 | 9  |
| Le Puy Foot             | 9  | 9  | 11 | 12 | 10 | 10 | 11 | 11 | 11 | 12 | 10 | 11 | 11 | 12 | 12 | 12 | 12 | 12 | 12 | 12 | 12 | 12 |
| Clermont Foot           | 10 | 10 | 12 | 9  | 11 | 11 | 9  | 9  | 9  | 9  | 9  | 9  | 9  | 9  | 9  | 9  | 9  | 9  | 9  | 9  | 9  | 10 |
| Metz ESAP               | 1  | 2  | 4  | 5  | 6  | 7  | 6  | 7  | 8  | 8  | 8  | 6  | 8  | 6  | 7  | 6  | 7  | 7  | 8  | 8  | 8  | 7  |
| SC Toulon               | 12 | 12 | 9  | 10 | 9  | 9  | 10 | 10 | 10 | 11 | 12 | 12 | 12 | 11 | 11 | 10 | 11 | 11 | 11 | 11 | 11 | 11 |

### Moyennes de buts marqués par journée
Ce graphique représente le nombre de buts marqués lors de chaque journée pour le groupe A.
Ce graphique représente le nombre de buts marqués lors de chaque journée pour le groupe B.

### Joueuses
| Cls | Joueuse            | Club                   | Buts |
| --- | ------------------ | ---------------------- | ---- |
| 1   | Jana Coryn         | LOSC Lille             | 23   |
| 2   | Melissa Gomes      | VGA Saint-Maur         | 22   |
| 3   | Claire Guillard    | ESOFV La Roche-sur-Yon | 16   |
| 4   | Mamy Ndiaye        | Arras FCF              | 15   |
| 4   | Charlotte Peslerbe | ESOFV La Roche-sur-Yon | 15   |
| 6   | Tiffany Vassant    | FC Rouen               | 11   |
| 7   | Lisa Fragoli       | ESOFV La Roche-sur-Yon | 9    |
| 7   | Julie Pasquereau   | ESOFV La Roche-sur-Yon | 9    |
| 7   | Rachel Saïdi       | LOSC Lille             | 9    |
| 10  | Lilia Boumrar      | VGA Saint-Maur         | 8    |
| 11  | Maud Coutereels    | LOSC Lille             | 7    |
| 11  | Océane Ezano       | FC Lorient             | 7    |
| 11  | Agnès Nkada        | FC Lorient             | 7    |
| 11  | Laurie Teinturier  | ESOFV La Roche-sur-Yon | 7    |
| 15  | Laura Douessin     | US Saint-Malo          | 6    |
| 15  | Mélany Goutard     | US Saint-Malo          | 6    |
| 15  | Loreen Herbet      | Arras FCF              | 6    |
| 15  | Karen Montgénie    | VGA Saint-Maur         | 6    |
| 15  | Chloé Philippe     | Stade de Reims         | 6    |
| 20  | Ludivine Bultel    | LOSC Lille             | 5    |
| 20  | Léa Le Garrec      | US Saint-Malo          | 5    |
| 20  | Leïla Maknoun      | FC Rouen               | 5    |
| 23  | 11 joueuses        | 11 joueuses            | 4    |
| 34  | 17 joueuses        | 17 joueuses            | 3    |
| 51  | 29 joueuses        | 29 joueuses            | 2    |
| 80  | 45 joueuses        | 45 joueuses            | 1    |

| Cls | Joueuse              | Club                    | Buts |
| --- | -------------------- | ----------------------- | ---- |
| 1   | Marie-Pierre Castera | Toulouse FC             | 18   |
| 2   | Nadjma Ali Nadjim    | Grenoble Foot 38        | 15   |
| 3   | Laura Bouillot       | Dijon FCO               | 14   |
| 3   | Julie Machart        | FCF Val d'Orge          | 14   |
| 5   | Danaé Dunord         | FCF Val d'Orge          | 11   |
| 6   | Corinne Lebailly     | FCF Val d'Orge          | 9    |
| 6   | Joanna Schwartz      | FC Vendenheim           | 9    |
| 8   | Charlotte Fernandes  | FCF Val d'Orge          | 8    |
| 9   | Jessica Gomes        | Metz ESAP               | 7    |
| 9   | Winie Mapangou       | Grenoble Foot 38        | 7    |
| 9   | Élodie Ramos         | FF Nîmes Métropole Gard | 7    |
| 12  | Ludivine Bultel      | Dijon FCO               | 6    |
| 12  | Sarah Chalabi        | FF Yzeure               | 6    |
| 12  | Coralie Chanudet     | Clermont Foot           | 6    |
| 12  | Céline Chatelain     | FCF Val d'Orge          | 6    |
| 12  | Mélanie De Brito     | Metz ESAP               | 6    |
| 12  | Lilas Traïkia        | FCF Val d'Orge          | 6    |
| 18  | 10 joueuses          | 10 joueuses             | 5    |
| 28  | 10 joueuses          | 10 joueuses             | 4    |
| 38  | 20 joueuses          | 20 joueuses             | 3    |
| 58  | 25 joueuses          | 25 joueuses             | 2    |
| 83  | 45 joueuses          | 45 joueuses             | 1    |

## Récompenses individuelles
Trophées FFF
La cérémonie des trophées de la D1 féminine, remis par la FFF, s'est tenue le 21 mai 2017 au Centre national du football à Clairefontaine ; un trophée est dédié à la D2.
| Meilleure joueuse              |
| ------------------------------ |
| Julie Machart (FCF Val d'Orge) |